# Manolín torero
Manolín torero és un curtmetratge d'animació mexicà produït el 1952 per Dibujos Animados S.A. i estrenat al cinema Alameda de Ciutat de Mèxic l'1 de juliol del 1954.
Des de l'any 2020, la versió amb doblatge en llengua anglesa es conserva als Arxius Nacionals dels Estats Units d'Amèrica.